# 小行星1769
小行星1769（1769 Carlostorres）是一颗绕太阳运转的小行星，为主小行星带小行星。该小行星于1966年8月25日发现。
該小行星以阿根廷天文學家卡洛斯·吉列爾莫·托雷斯（Carlos Guillermo Torres）命名。

## 轨道参数
小行星1769的轨道半长轴为2.1785086 UA，离心率为0.142。